# Пут до звезда
Пут до звезда (рус. Дорога в космос) је аутобиографска књига првог човека у свемиру Јурија Гагарина, написана 1961. након његовог лета у свемир. Помоћ у издавању књиге Гагарину пружили су специјални дописници Правде С. А. Борзенко и Н. Н. Денисов.

## Историја издања
После лета 12. априла 1961. године, лист „Правда“ преко свог представника Николаја Николајевича Денисова предложио је Јурију Гагарину да објави аутобиографске белешке. Према сећањима Денисова, Гагарин је стидљиво одговорио на овај предлог:
„Па какав сам ја то писац! А и биографија ми је кратка...“.
Међутим, убрзо је почео рад на белешкама. Чим су лекари после истраживања послали Гагарина у болницу, Николај Денисов и Сергеј Борзенко почели су да га посећују заједно са редакцијском стенографкињом Вероником Ивановном. Договорили су се са космонаутом о следећем режиму рада: Гагарин се последично сећао свих занимљивих догађаја из свог живота, а Денисов и Борзенко су литерарно припремали испричано за штампу. Писци су комуницирали са породицом космонаута и космичким „саборцима“ како би у потпуности разумели одређене тренутке из биографије.
Првобитно објављено од стране издавачке куће „Правда“, али је касније за издање Војног издаваштва Министарства одбране СССР проширено поглавље „Заклетва верности домовини“, у коме је детаљније описано његово служење војног рока, као и додато ново поглавље о путовањима у многе земље Европе и западне хемисфере након легендарног догађаја.
У предговору, који је написао организатор и руководилац припреме првих совјетских космонаута Николај Петрович Каманин, говори се о одушевљеном пријему првих поглавља књиге од стране совјетских читалаца.
Књига је преведена на многе стране језике. Током неколико година, при наредним поновним издањима, „Пут у космос“ је допуњаван новим поглављима. Непосредно пре погибије Јурија Гагарина објављено је завршно поглавље издања „Пута у космос“ — о изласку Алексеја Леонова у отворени космички простор.

## Издања

### На руском језику
Гагарин Ю. Дорога в космос: рассказ лётчика-космонавта СССР / лит. запись спец. кор. «Правды» Н. Денисова, С. Борзенко; под ред. и с пред. Н. Каманина. — Москва: Правда, 1961. — 173 с.
Гагарин Ю. Дорога в космос: записки лётчика-космонавта СССР / лит. запись спец. кор. «Правды» Н. Денисова, С. Борзенко; под ред. и с пред. Н. Каманина. — Москва: Правда, 1961. — 222 с.
Гагарин Ю. Дорога в космос: записки лётчика-космонавта СССР / лит. запись спец. кор. «Правды» Н. Денисова, С. Борзенко. — Москва: Военное издательство Министерства обороны СССР, 1961. — 236 с.
Гагарин Ю. Дорога в космос: записки лётчика-космонавта СССР / лит. запись спец. кор. «Правды» Н. Денисова, С. Борзенко. — Москва: Военное издательство Министерства обороны СССР, 1969.
Гагарин Ю. А. Дорога в космос: рассказ лётчика-космонавта СССР / оформл. Ю. Копейко; фотографии фотохроники ТАСС и АПН. — М.: Государственное издательство детской литературы Министерства Просвещения РСФСР, 1963. — 303 с.
Гагарин Ю. Дорога в космос. — Москва: Воениздат, 1978.
Гагарин Ю. А. Дорога в космос: записки лётчика-космонавта СССР / лит. зап. спец. кор. «Правды» С. Борзенко, Н. Денисова; вступит. ст. В. Шаталова. — Москва: Военное издательство Министерства обороны СССР, 1981. — 334 с.

### На енглеском језику
Gagarin Y. A. Road to the stars: notes by Soviet cosmonaut no. 1. — Moscow, Foreign Languages Publishing House, 1962.

### На српском језику
Gagarin J. Put do zvezda. Zapisi prvog čoveka u svemiru. / Prevodilac: Ana Kitanović — 2020. ISBN: 978-86-521-3878-4.

## Утицај
12. априла, на Дан космонаутике, у Центру Гиљаровског, филијали Музеја Москве, отворена је изложба „Пут у космос“, посвећена лету Јурија Гагарина у земаљску орбиту. Централни експонат изложбе била је књига „Пут у космос“ са аутографом космонаута. Изложбу је свечано отворила предаја ове књиге музеју, а предати примерак је имао Гагаринову посвету Николају Брагину, дописнику новина „Правда“, који је пратио Гагаринову посету Грчкој и Кипру током фебруара 1962. године. 